# 罗斯环形山
罗斯环形山（Ross）是位于月球正面静海西北部的一座小撞击坑，其名称分别取自英国极地探险家詹姆斯·克拉克·罗斯（1800年-1862年）和美国天文学家暨物理学家弗兰克·埃尔莫尔·罗斯（1874年-1966年），1935年被国际天文学联合会正式接受。

## 描述

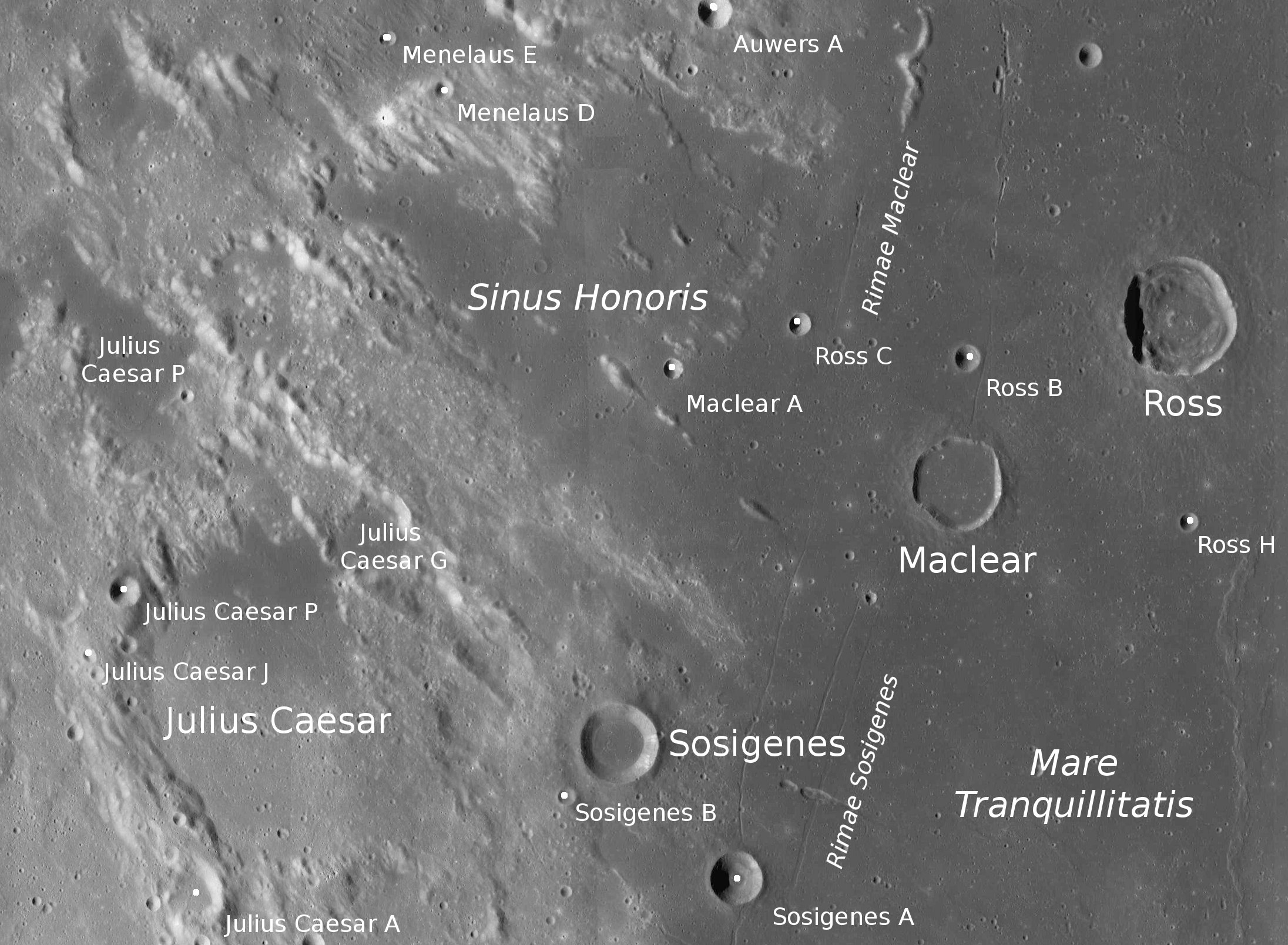
罗斯环形山的周边，月球勘测轨道飞行器拍摄。

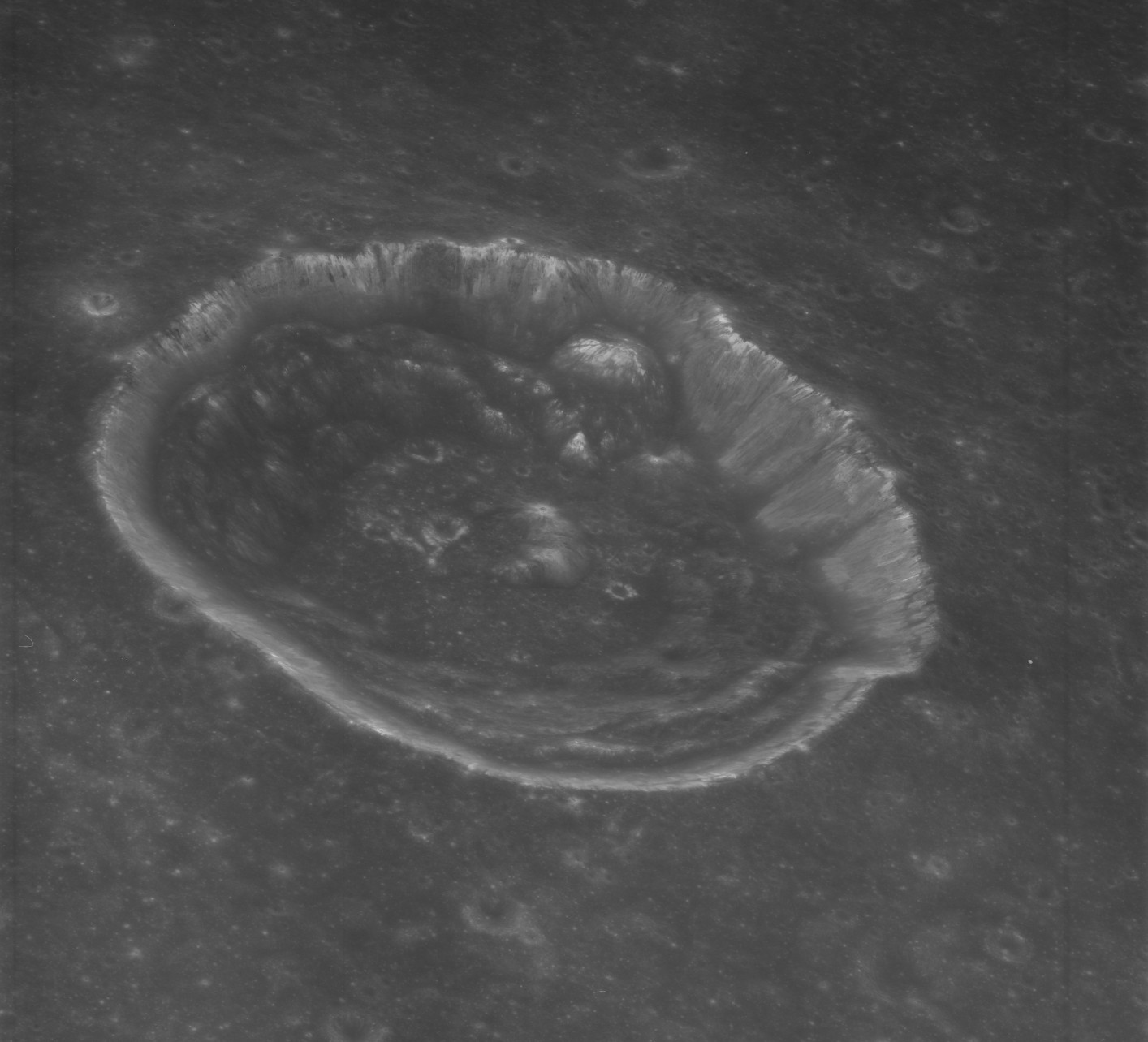
阿波罗15号拍摄的南向斜视图

该陨坑西北偏西及东北偏北分别毗邻阿巴克里陨石坑和普林尼陨石坑、东南偏南坐落了更小的卡雷尔陨石坑，熔岩淹没的麦克莱尔陨石坑靠近它的西南，而它的西面及西北则分布有荣誉湾和麦克莱尔月溪，在它们的后是弯曲绵延的海摩斯山脉。该陨坑中心月面坐标为11°40′N 21°44′E / 11.67°N 21.74°E，直径24.49公里，深约1.89公里。
罗斯环形山外观大体圆状，边缘略为参差，但几乎未受到撞击磨损。陨坑壁沿尖峭，内侧壁呈阶坡状结构，且带有较高的反照率，环坡底显示有崩塌的痕迹。陨坑坑壁最大高出周边地形850米，内部容积约384.72立方千米。碗状的坑底表面平坦，中心点略偏西，分布有一道三角形状的小山脊。陨坑的形态特征隶属于“TRI 型”（以该类陨石坑的典型代表——特里斯纳凯尔陨石坑所命名）。
罗斯环形山及卫星坑“罗斯 D”在月食期间曾被观察到其表面温度发生异常，这主要是其地质龄不长，表面尚未形成能产生隔热作用的表岩屑覆盖层所致。

## 截面图
该图显示了罗斯环形山不同方向的剖面，纵向坐标轴(Y轴)单位为英尺，右上方图显示的比例尺为米。

## 卫星坑
按惯例，最靠近罗斯环形山的陨石坑将通过在月图上其中心点旁标注的字母来识别它们。

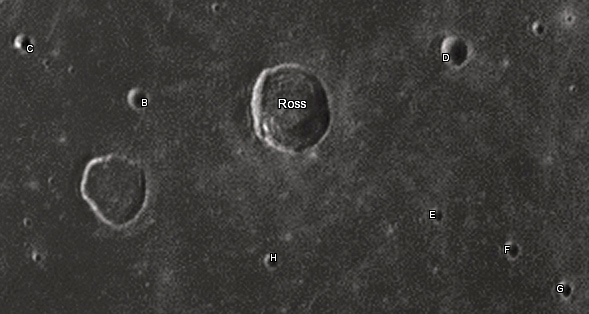
周边卫星坑图.

| 罗斯 | 緯度    | 經度    | 直徑 |
| ---- | ------- | ------- | ---- |
| B    | 11.4° N | 20.2° E | 6 km |
| C    | 11.7° N | 19.0° E | 5 km |
| D    | 12.6° N | 23.3° E | 9 km |
| E    | 11.1° N | 23.4° E | 4 km |
| F    | 10.9° N | 24.2° E | 5 km |
| G    | 10.7° N | 24.9° E | 5 km |
| H    | 10.2° N | 21.8° E | 5 km |

## 探测器着陆点
1964年2月2日，美国徘徊者6号探测器坠毁在距罗斯环形山以南约60公里处，其月面坐标为 9°24′N 21°30′E / 9.4°N 21.5°E。

## 另请参阅
- Andersson, L. E.; Whitaker, E. A. . NASA RP-1097. 1982.
- Blue, Jennifer. . USGS. July 25, 2007  [2007-08-05]. （原始内容存档于2018-12-25）.
- Bussey, B.; Spudis, P. . New York: Cambridge University Press. 2004. ISBN 978-0-521-81528-4.
- Cocks, Elijah E.; Cocks, Josiah C. . Tudor Publishers. 1995. ISBN 978-0-936389-27-1.
- McDowell, Jonathan. . Jonathan's Space Report. July 15, 2007  [2007-10-24]. （原始内容存档于2018-12-25）.
- Menzel, D. H.; Minnaert, M.; Levin, B.; Dollfus, A.; Bell, B. . Space Science Reviews. 1971, 12 (2): 136–186. Bibcode:1971SSRv...12..136M. doi:10.1007/BF00171763.
- Moore, Patrick. . Sterling Publishing Co. 2001. ISBN 978-0-304-35469-6.
- Price, Fred W. . Cambridge University Press. 1988. ISBN 978-0-521-33500-3.
- Rükl, Antonín. . Kalmbach Books. 1990. ISBN 978-0-913135-17-4.
- Webb, Rev. T. W.  6th revised. Dover. 1962. ISBN 978-0-486-20917-3.
- Whitaker, Ewen A. . Cambridge University Press. 1999. ISBN 978-0-521-62248-6.
- Wlasuk, Peter T. . Springer. 2000. ISBN 978-1-85233-193-1.